# Die Tageszeitung
Die Tageszeitung è un quotidiano in lingua tedesca, stampato a Berlino.

## Storia
Fondato nel 1978 da una cooperativa di Berlino Ovest, inizialmente fu un quotidiano locale indipendente di estrema sinistra. Al suo interno la rubrica Futuro si occupa prevalentemente dei problemi legati agli effetti climatici, dando risalto alle notizie degli ultimi avvenimenti internazionali. Un'altra pagina, molto articolata e seguita con interesse dai lettori, è quella dedicata alle ingiustizie sociali.

## Struttura editoriale
La struttura editoriale del giornale è gestita dagli stessi lavoratori, che eleggono il consiglio di amministrazione. Il consiglio ha il compito di eleggere il capo della redazione, vice capo di redazione, capigruppo. La struttura comprende l'edizione online del giornale, diretta dal giornalista Timo Hoffman ed il blog diretto da Mathias Brockers, giornalisti molto conosciuti in Germania. Nel 2009, con l'apertura di nuove redazioni, il giornale è letto in Renania settentrionale - Vestfalia, Amburgo e Brema.

## Le Monde diplomatique
Le Monde diplomatique è un supplemento settimanale del Die Tageszeitung, in edizione tedesca.

## I dati economici
Dal 1994 il giornale conta circa novemila soci, duecentocinquanta dipendenti e trentadue corrispondenti tra esteri ed interno, ed ha una tiratura di circa settantamila copie. La cooperativa ha un capitale sociale di nove milioni di euro. I soci, a oggi, sono novemila.